# ستايسي روبنسون
ستايسي روبنسون (بالإنجليزية: Stacy Robinson)‏ هو لاعب كرة قدم أمريكية أمريكي، ولد في 19 فبراير 1962 في سانت بول في الولايات المتحدة، وتوفي في 8 مايو 2012 بسبب ورم نخاعي متعدد.

## وصلات خارجية
- ستايسي روبنسون على موقع مرجع كرة القدم المحترفة.كوم (الإنجليزية)